# بصيران (إقليد)
بصيران (بالفارسية: بصیران) هي قرية تقع في البلدة المركزية في إيران. يقدر عدد سكانها بـ 0 نسمة بحسب إحصاء 2016.